# Альбанские горы
Альбанские горы (итал. Colli Albani) — горный массив в Италии.

## География
Альбанские горы являются остатками кольцевой формации вулканического происхождения. Протяжённость их около 60 километров в области Лацио (провинция Рим-столица), в 20 км юго-восточнее Рима и в 24 км севернее Анцио. Наивысшая точка — гора Монте-Каво высотой в 950 м.
Открытое на запад полукольцо низких гор лежит среди равнины. Северная половина кольца — горы Кастелли-Романи, а южная — горы Артемизио. Диаметр полукольца гор 8—10 км. В восточной части кальдеры — центральное вулканическое сооружение — горы Альбани, в западной части — большие вулканические кратеры, занятые озерам: Альбано и Неми, а также бывшим озером Аричча.

## Геология
Кальдера Альбано имеет среднеплейстоценовый возраст. Сомма кальдеры сложена пирокластами и лейцитовыми базальтами. Последние образуют вершины гребня соммы.
В горах Кастелли-Романи внешний склон кальдеры покрыт пирокластами и лавовыми потоками лейцитовых базальтов. Особенно большие потоки спускаются по северному склону кальдеры с кряжа Кампо-Гилларо (16 км). Среди них возвышаются паразитические конусы, сложенные пирокластами. В нижней части этих потоков расположен паразитический кратер Лаго-ди-Кастиглоне диаметром 1500 м. На внешнем склоне кальдеры находится большой паразитический конус вулкана Лациум. По склону кальдеры спускается поток лейцитовых базальтов.
Центральный вулкан гор Альбани, расположенный в восточной части кальдеры, сильно размыт. Лейцитовые базальты образуют вершины, расположенные вокруг кратероподобной впадины Кампо-Анибалла. Западная половина кальдеры занята большими кратерами. Самый крупный кратер — с озером Альбано дмиаметром 3-4 км. Кратер с озером Неми имеет форму восьмерки, так как образовался от слияния двух кратеров, окружен валом. Кратер Аричча заполнен продуктами размыва туфов, представляет собой сухую впадину, окружен валом.

## История
Активная вулканическая деятельность в районе Альбанских гор продолжалась приблизительно до 1100 года до н. э., и это тормозило их заселение. В римское время горы назывались Albanus Mons. На вершине Монте-Кавос был сооружён храм Юпитеру. В этом языческом храме латиняне отмечали свои торжества, а римские консулы иногда праздновали триумфы. Храм не сохранился, однако осталась ведущая к нему дорога, вошедшая в историю под названием Аппиевой.
Альбанские горы, и в особенности район озёр, были и остаются излюбленным местом отдыха итальянцев. Здесь создана курортная зона, построено множество вилл и иных сооружений.